# Arius malabaricus
Arius malabaricus es una especie de pez de la familia Ariidae en el orden de los Siluriformes.

## Distribución geográfica
Se encuentra en la India.